# Alexandros (Koroplast)
Alexandros (altgriechisch Ἀλέξανδρος) war ein griechischer Koroplast, der im 2. Jahrhundert in Thessaloniki tätig war.
Alexandros ist nur von zwei Signaturen auf Tonstatuetten bekannt, die Komödienspieler darstellen. Die Statuetten wurden in der Ost-Nekropole in Thessaloniki gefunden und befinden sich heute im Archäologischen Museum Thessaloniki.